# 1326
سنة 1326 كانت سنة بسيطة تبدأ يوم الأربعاء (الرابط يظهر نموذج التقويم الكامل للسنة) من التقويم اليولياني.

## أحداث
- فتح بورصة

## مواليد
- جوان الأولى، كونتيسة أوفرن
- جوفانا الأولى ملكة نابولي
- لويس الأول المجري ملك دولة المجر وكرواتيا منذ عام 1342 وماك لدولة بولندا منذ عام 1370 حتى وفاته
- مراد الأول ثالث سلاطين الدولة العثمانية

## وفيات
- ابن أبي زرع
- عثمان بن أرطغرل